# Orden de Jamaica
La Orden de Jamaica (en inglés: Order of Jamaica) es una condecoración del país caribeño Jamaica.
Esta orden puede otorgarse a cualquier ciudadano ilustre de la isla o del extranjero (este último en calidad de miembro honorario). Los condecorados llevan el título de «Honorable» y las letras postnominales «OJ» u «OJ (Hon)» (si no son jamaiquinos).
La insignia consiste en una placa blanca que lleva en su centro un disco de oro con el escudo nacional rodeado de una cinta verde con el lema de la orden. En los extremos de la placa blanca se encuentran representadas en oro hojas y frutas de blighia sapida. Todo se encuentra suspendido de una cinta verde con una franja negra de bordes amarillos en el centro.
Entre los miembros de la Orden de Jamaica se encuentran: Usain Bolt (atleta jamaiquino, el más joven condecorado), Julius Nyerere (presidente tanzano), Nelson Mandela (presidente sudafricano), Fidel Castro (presidente cubano), Luis Echeverría Álvarez (presidente mexicano) y  Carlos Menem (presidente argentino).